# Франц Лудвиг фон Пфалц-Нойбург
Франц Лудвиг фон Пфалц-Нойбург (на немски: Franz Ludwig von Pfalz-Neuburg) от династията Вителсбахи е петдесетият Велик магистър на рицарите от Тевтонския орден (1694–1732).
Той е също княжески епископ на Бреслау (1683–1732) и едновременно курфюрст и архиепископ на Трир (1716–1729), курфюрст и архиепископ на Майнц (1729–1732) и епископ на Вормс (1694–1732), пробст в Елванген (1694–1732) и от 1729 г. имперски ерцканцлер на Свещената Римска империя.